# Pi Chun-deuk
Pi Chun-deuk (* 29. Mai 1910 in Seoul; † 25. Mai 2007) ist ein südkoreanischer Lyriker und Essayist.

## Leben
Pi Chun-deuk, auch unter dem Namen Kǔma/Geuma (금아) bekannt, wurde am 29. Mai 1910 in Seoul geboren. Er schloss 1937 sein Studium an der Shanghai-Universität im Fach Englische Literatur ab. Nach seinem Abschluss kehrte er nach Korea zurück und begann Englische Lyrik an der Kaiserlichen Universität Keijō, der späteren Seoul National University, zu unterrichten.
Im Jahr 1930 wurde in der Zeitung Sindonga sein Gedicht Kurzes lyrisches Stück (서정소곡) veröffentlicht. 1931 folgten Kleines Stück (소곡) und 1932 Mein Liebster ist gegangen (가신 님). Pi Chun-deuks Posie zeichnet sich dadurch aus, dass sie alle Gedanken und Ideen ausschließt und lediglich die Schönheit reiner Emotionen preist. Neben Gedichten veröffentlichte er auch Essays, in denen er die Gefühle des Alltagslebens stilistisch so darstellt, dass die Essays sich wie Prosagedichte lesen lassen. Daher zählen seine Essays zu den repräsentativen Werken des lyrischen Essays.
Der Essay Karma (인연) gehört zu seinen bekanntesten Werken und ist auch in Schulbüchern abgedruckt. Pi Chun-deuk gibt darin die Erinnerungen an ein japanisches Mädchen wieder, die er bei seinem Aufenthalt in Japan kennengelernt hatte.
1947 gab der Autor alle seine lyrischen Werke über die Natur und ein kindliches Herz in einem Band, der Sammlung lyrischer Poesie (서정시집), heraus. 1969 veröffentlichte er eine weitere Gedichtsammlung Koralle und Perle (산호와 진주). Neben lyrischen Werken, schrieb Pi Chun-deuk auch theoretische Aufsätze, u. a. einen Essay mit dem Titel Essay (수필), in dem er sich mit der Natur und den Merkmalen dieser literarischen Form befasst. In weiteren Essays setzte er sich mit Werken der englischen Literatur auseinander (Shakespeares Sonette, Elisabethanische Poetinnen).
Er verstarb am 25. Mai 2007.

## Arbeiten

### Koreanisch
Gedichtsammlungen
- 서정시집 Sammlung lyrischer Poesie (1947)
- 금아시문선 Kǔmas Poesiesammlung (1959)
- 산호와 진주 Koralle und Perle (1969)
- 생명 Das Leben (1993)
- 삶의 노래 Das Lied des Lebens (1994)
- 내가사랑하는 시 Gedichte die ich liebe (1997) (Übersetzung aus dem Englischen)
- 꽃씨와 도둑 Blumensamen und Dieb (1997)

Essays
- 나의 파일 Mein Ordner (1934)
- 수필 Essay (1977) (Essay-Sammlung)
- 수필의 아름다움 Die Schönheit des Essays (1986)
- 영원한 고향 어머니 Ewige Heimat namens Mutter (1987)
- 효 Kindliche Pietät (1989)
- 인연 Karma (1996) (Sammlung)

- 어린 벗에게 Den kleinen Freunden (2002) (Kinderbuch)

- A Skylark – Poems and Essays 2001, ISBN 89-464-1333-6.

### Übersetzungen

#### Russisch
- Kaрma Избранные эссе (인연), МЦК МГУ (2005)

## Auszeichnungen
- 1999 – 제9회 자랑스런 서울대인상 (Preis der Seoul National University für besondere Persönlichkeiten)
- 1995 – 제9회 인촌상 (문학부문) (Inch'on-Literaturpreis)
- 1991 – 대한민국 문화예술상 은관문화훈장 (Silberne Kulturmedaille der Republik Korea)